# Doggalli, Harihar
Doggalli là một làng thuộc tehsil Harihar, huyện Davanagere, bang Karnataka, Ấn Độ.